# Siyabonga Nomvethe
Siyabonga Eugene Nomvethe (Durban, 2 december 1977) is een Zuid-Afrikaans voormalig voetballer die doorgaans speelde als spits. Tussen 1997 en 2020 was hij actief voor African Wanderers, Kaizer Chiefs, Udinese, Salernitana, Empoli, Djurgårdens IF, Orlando Pirates, Aalborg BK, Moroka Swallows, AmaZulu en Uthongathi. Nomvethe maakte in 1999 zijn debuut in het Zuid-Afrikaans voetbalelftal en kwam uiteindelijk tot eenentachtig interlands, met daarin zestien doelpunten.

## Clubcarrière
Nomvethe speelde voor diverse kleine clubs in zijn vaderland Zuid-Afrika, maar viel pas echt op bij Kaizer Chiefs, waar hij 42 doelpunten maakte in 79 wedstrijden. In 2001 tekende de veelbelovende aanvaller bij Udinese in Italië. Hij werd door Udinese achtereenvolgens verhuurd aan Salernitana, Empoli en Djurgårdens IF. In december 2005 verliet hij Udine definitief, toen hij tekende bij Orlando Pirates. Na veertien duels voor die club werd hij aangetrokken door Aalborg BK. In 2009 keerde hij voor de tweede maal terug naar Zuid-Afrika, waar hij tekende voor Moroka Swallows. Acht jaar later verkaste Nomvethe binnen zijn vaderland naar AmaZulu. Hier vertrok hij medio 2019, waarna hij eigenlijk aangaf te gaan stoppen. Een halfjaar later kwam hij terug op deze beslissing en werd Uthongathi zijn nieuwe club. Eind 2020 stopte Nomvethe alsnog, om als assistent-trainer aan de slag te gaan bij zijn oude club AmaZulu.

## Interlandcarrière
Nomvethe debuteerde in het Zuid-Afrikaans voetbalelftal op 6 mei 1999. Op die dag werd een vriendschappelijke wedstrijd tegen Trinidad en Tobago met 2–0 verloren. De aanvaller begon op de bank en mocht in de tweede helft invallen. Zijn eerste doelpunt voor Bafana Bafana maakte hij op 27 november 1999, toen er met 1–0 gewonnen werd van Zweden. Nomvethe was namens Zuid-Afrika actief op het WK 2002 en het WK 2010 in eigen land.